# Rosmonda d'Inghilterra

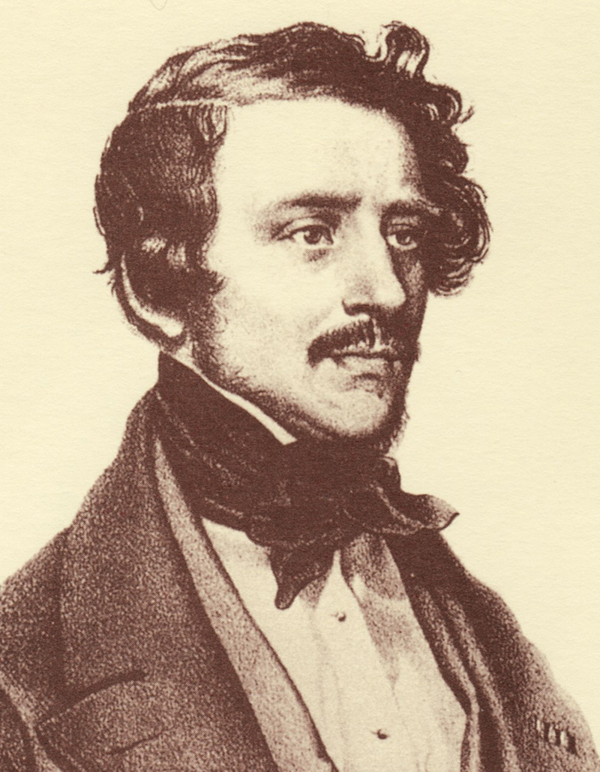
Gaetano Donizetti.

Rosmonda d'Inghilterra (Rosamund av England) är en italiensk opera i två akter med musik av Gaetano Donizetti och libretto av Felice Romani som ursprungligen skrev librettot till Carlo Coccias opera Rosmunda (1829). Berättelsen bygger på legenden om Rosamund Clifford.

## Historia
Operan hade premiär den 27 februari 1834 på Teatro Pergola i Florens. Till premiären i Neapel 1837 reviderade Donizetti operan under namnet Eleonora di Gujenna.

## Personer
- Rosmonda Clifford, Cliffords dotter (sopran)
- Eleonora di Guienna (Eleonora av Akvitanien) (mezzosopran)
- Enrico II (Henrik II av England) (tenor)
- Arturo, Enricos page (kontraalt)
- Clifford, kungens lärare (bas)

## Handling
Enrico II av England återvänder från krigen mot Irland. Han är ivrig att återse Rosmonda Clifford som han har uppvaktat under namnet Edegardo för att undgå sin svartsjuka hustru Eleonoras vaksamma ögon. Drottningen får dock reda på sin rivals identitet från pagen Arturo som själv är förtjust i sin drottning. Kungen bestämmer sig för att skiljas från Eleonora och gifta sig med Rosmonda trots motståndet från sina hovmän, däribland Clifford som är Rosmondas far och Enricos forne lärare. Rosmonda, som sitter isolerad på Woodstock får besök av Eleonora och drottningen sticker ned sin rival. Rosmonda dör i faderns armar och Eleonora anklagar Enrico för händelsernas gång.